# Scolopopleura gracillirama
Scolopopleura gracillirama är en mångfotingart som först beskrevs av Chamberlin 1927.  Scolopopleura gracillirama ingår i släktet Scolopopleura och familjen Chelodesmidae. Inga underarter finns listade i Catalogue of Life.